# Нуби, Люка
Люка́ Домене́к Нуби́ Нгнока́м (фр. Lucas Dominique Noubi Ngnokam; 15 января 2005) — бельгийский футболист, центральный защитник клуба «Депортиво Ла-Корунья».

## Клубная карьера
Выступал за молодёжные команды клубов «Мускрон» и «Стандард (Льеж)».
13 марта 2022 года дебютировал в основном составе «Стандарда» в матче Первого дивизиона чемпионата Бельгии против «Серена», выйдя на позиции центрального защитника.

## Карьера в сборной
Нуби родился в Мускроне (Валлония, Бельгия) в семье выходцев из Камеруна. Выступал за сборные Бельгии до 15, до 17 и до 18 лет.